# Jean Marie Chérestal
Jean-Marie Chérestal (* 18. Juni 1947 in Port-Salut) ist ein haitianischer Politiker. Er gehörte der Fanmi Lavalas an und war vom März 2001 bis Januar 2002 Premierminister seines Landes.

## Leben
Chérestal wurde am 18. Juni 1947 in Port-Salut, Département Sud, geboren.
Als Anhänger von Jean-Bertrand Aristide gehörte er dessen politischer Plattform, der Partei Fanmi Lavalas an. Unter Premierminister René Préval übte er vom 24. Juni bis 30. September 1991 sein erstes Regierungsamt als Staatssekretär für Entwicklungszusammenarbeit aus. Vom 1. September 1993 bis 16. Mai 1994 übernahm er im Kabinett des Premierministers Robert Malval das Amt des Ministers für Planung, den öffentlichen Dienst und Entwicklungszusammenarbeit. Vom 8. November 1994 bis 7. November 1995 kam er mit der Regierung von Premierminister Smarck Michel erneut in dieses Amt. 
Der Regierung von Claudette Werleigh wurde er für einige Monate vom 7. November 1995 bis zum 6. März 1996 Wirtschafts- und Finanzminister. Anschließend war Chérestal u. a. nationaler Bevollmächtigter für das Lomé-Abkommen über Hilfsprogramme und Handel zwischen der Europäischen Union und den AKP-Staaten. Wichtige Projekte des Europäischen Entwicklungsfonds (EEF) waren in diesem Rahmen während seiner Amtszeit der Bau der Straße Port-au-Prince–Hinche und mehrerer Straßen im Département Grande Anse, gemeinsame Projekte an der Grenze zwischen Haiti und der Dominikanischen Republik und die Analyse von Möglichkeiten der Zusammenarbeit zwischen den beiden Ländern im Tourismussektor.
Bei den Wahlen im Jahr 2000 erlangte die Fanmi Lavalas die Mehrheit in beiden Kammern des Parlaments. Nach seiner Wiederwahl zum Präsidenten beauftragte Präsident Aristide Chérestal mit der Bildung einer neuen Regierung. In seiner Amtszeit kam es zu politischen Morden und den erneuten Absturz des Landes in eine unübersichtliche Situation. Der Drogenhandel erreichte neue Rekorde. Chérestal reichte seinen am 21. Januar 2002 wirksam gewordenen Rücktritt ein, nachdem er von seiner eigenen Lavalas-Partei der Korruption und fragwürdiger Geschäftsführung beschuldigt wurde.
Im Februar 2016 ernannte Präsident Jocelerme Privert Chérestal zu seinem privaten Berater.